# Julius von Albach
Julius Ritter von Albach, avstrijski general in kartograf, * 7. januar 1840, † 16. januar 1925.

## Življenjepis
Po končanju Inženirske akademije je bil dodeljen Inženirskemu poveljstvu, nato pa je bil leta 1885 imenovan za poveljnika inženirstva v Dubrovniku. Nato pa je postal poveljnik 54. pehotnega polka, poveljnik 61. pehotne brigade (1897) in poveljnik 17. pehotne divizije (1902). Za svoje izume na področju uporabe kartografije je prejel državne in mednarodne nagrade.
Upokojen je bil 1. maja 1903.

## Pregled vojaške kariere
Napredovanja
- generalmajor: 1. maj 1898 (retroaktivno z dnem 22. aprilom 1898)
- podmaršal: 1. maj 1902 (z datumom nastopa 5. maja 1902)